# سسنا ۴۰۸ اسکای‌کورییر
سسنا ۴۰۸ اسکای‌کورییر (به انگلیسی: Cessna 408 SkyCourier) یک هواپیمای چندمنظوره آمریکایی است که توسط تکستران اوییشن طراحی و ساخته شده‌است. در ۲۸ نوامبر ۲۰۱۷ با سفارش ۵۰ فروند از آن توسط فدکس اکسپرس شروع به تولید شد. اولین پرواز خود را در ۱۷ می ۲۰۲۰ انجام داد و در ۱۱ مارس ۲۰۲۲ گواهی‌نامه تایپ دریافت کرد.
اسکای‌کورییر یک هواپیمای دو موتوره توربوپراپ و بال بلند است که با ظرفیت ۱۹ سرنشین یا در نوع باری با ظرفیت سه LD3 موجود است. بدنه آن بدون کابین تحت فشار از آلومینیوم ساخته شده‌است و مجهز به موتورهای پرت اند ویتنی کانادا پی‌تی۶ و ارابه فرود ثابت است. این هواپیما با بیشینه وزن برخاست ۱۹٬۰۰۰ پوند (۸٬۶۰۰ کیلوگرم) می‌تواند تا ۲۱۰ گره (۳۹۰ کیلومتر بر ساعت) پرواز کند و برد آنبا ۱۹ مسافر، ۳۸۶ مایل دریایی (۷۱۵ کیلومتر) است.

## مشخصات فنی
داده‌ها از Cessna.
ویژگی‌های عمومی
- ظرفیت: ۱۹ مسافر/۵٬۰۰۰ پوند (۲٬۲۶۸ کیلوگرم) محموله (مسافر) یا ۳×LD3۶٬۰۰۰ پوند (۲٬۷۲۲ کیلوگرم) محموله (بار)
- طول: ۵۵ فوت ۱ اینچ (۱۶٫۸۰ متر)
- پهنای بال: ۷۲ فوت ۳ اینچ (۲۲٫۰۲ متر)
- ارتفاع: ۲۰ فوت ۸ اینچ (۶٫۳۰ متر)
- مساحت بال‌ها: ۴۴۱٫۰ فوت مربع (۴۰٫۹۷ متر مربع)
- نسبت اندازه: 11.8
- وزن خالی: ۱۲٬۳۲۵ پوند (۵٬۵۹۱ کیلوگرم) , باری: ۱۱٬۰۰۰ پوند (۴٬۹۹۰ کیلوگرم)
- بیشترین وزن برخاست: ۱۹٬۰۰۰ پوند (۸٬۶۱۸ کیلوگرم)
- ظرفیت سوخت: ۴٬۸۲۶ پوند (۲٬۱۸۹ کیلوگرم) / ۷۲۰ گالن (۲٬۷۲۵ لیتر)
- پیشرانه: ۲ عدد موتور توربوپراپ پرت اند ویتنی کانادا پی‌تی۶-۶۵اس‌سی, ۱٬۱۱۰ اسب بخار (۸۳۰ کیلووات)  در هر موتور
- ملخ‌ها: چهارملخه مک‌کاولی بلک‌مک آلومینیومی، پره خودکار، معکوس‌دار

عملکرد
- سرعت کروز: ۲۱۰ گره (۲۴۰ مایل بر ساعت، ۳۹۰ کیلومتر بر ساعت) بیشینه
- بُرد: ۳۸۶ مایل دریایی (۴۴۴ مایل، ۷۱۵ کیلومتر) با ۱۹ مسافر، LRC, 100nmi IFR reserves, FL100
- بُرد معبر: ۹۲۰ مایل دریایی (۱٬۰۶۰ مایل، ۱٬۷۰۰ کیلومتر)
- حداکثر ارتفاع: ۲۵٬۰۰۰ فوت (۷٬۶۰۰ متر)
- مسافت برخاست : ۳٬۶۶۰ فوت (۱٬۱۱۶ متر)